# ステファン・ストルーフェ
ステファン・ストルーフェ（Stefan Struve、1988年2月18日）は、オランダの男性総合格闘家。北ホラント州ベーフェルウェイク出身。チーム・シュライバー所属。ステファン・シュトルーフ、ステファン・ストルーブとも表記される。
7フィートに達する長身から、「スカイスクレイパー」（摩天楼）の異名を持つ。

## 来歴
兄の影響で14歳からボブ・シュライバーのジムでキックボクシングを始めた。中学を卒業してから2年間ドアマンを経験した後、16歳でアマチュア総合格闘技デビュー。
2005年3月19日、17歳でプロデビュー戦となったGentlemen Fight Nightでジョン・デ・ワイルドと対戦し、腕ひしぎ十字固めで一本勝ちを収めた。
2008年8月29日、M-1 Challenge in KOREAの世界選抜 vs. チーム・ジャパンで桜木裕司と対戦し、三角絞めで一本勝ちを収めた。

### UFC
2009年2月21日、UFC初参戦となったUFC 95でジュニオール・ドス・サントスと対戦し、右フックでダウンを奪われ、パウンドでTKO負けを喫した。
2009年10月24日、UFC 104でチェイス・ゴームリーと対戦し、三角絞めで一本勝ち。サブミッション・オブ・ザ・ナイトを受賞した。
2009年12月12日、UFC 107にて負傷欠場したトッド・ダフィーの代役でポール・ブエンテロと対戦し、2-0で判定勝ちを収めた。
2010年8月7日、UFC 117でクリスチャン・モアクラフトと対戦。1Rにモアクラフトの打撃を受け下唇をカットし大流血に追い込まれた。しかし、2Rにパンチ連打でダウンを奪うとパウンドで追撃しKO勝ち。ノックアウト・オブ・ザ・ナイトを受賞した。
2011年10月1日、 UFC Live: Cruz vs. Johnsonでパット・バリーと対戦。バリーの打撃をステップで巧みにかわしながらスピーディな打撃の攻防戦を繰り広げ、2Rに入るとクリンチの状態からバリーにダースチョークを仕掛け、ギロチンチョークに切り替えながらバリーをそのままテイクダウンし、首を抜いたバリーにすかさず三角絞めを仕掛けて一本勝ち。サブミッション・オブ・ザ・ナイトを受賞した。
2012年5月26日、UFC 146でラバー・ジョンソンと対戦。序盤にラッシュを仕掛けてくるジョンソンに組み付き、グラウンドへの引き込みからの腕ひしぎ十字固めで1Rで一本勝ち。サブミッション・オブ・ザ・ナイトを受賞した。
2012年9月29日、UFC on Fuel TV 5のメインイベントでスティーペ・ミオシッチと対戦。ジャブやアッパーでダメージを負わせ、強烈な右ストレートを打ち込みミオシッチをぐらつかせる。距離を取ろうとしたミオシッチにアッパーの連打、最後は左フックでKO勝ちを収めた。この試合でストルーフェは無敗のミオシッチに初黒星を付け、UFC4連勝。さらにファイト・オブ・ザ・ナイトを受賞した。
2013年3月3日、UFC on Fuel TV 8でマーク・ハントと対戦。3Rに左フックの連打を受けてTKO負け。この試合でストルーフェは頬骨と右アゴを骨折する重傷を負った。
2013年8月に心臓病を患っている事を発表。
2014年7月6日、約1年4カ月ぶりの復帰戦となったUFC 175において、マット・ミトリオンとの対戦直前に控室で突然意識を失った。その後の経過は順調であったと伝えられたが大事を取り、試合中止が決定した。
2014年12月13日、 UFC on FOX 13でヘビー級ランキング11位のアリスター・オーフレイムと対戦し、KO負けを喫した。
2015年8月1日、UFC 190でアントニオ・ホドリゴ・ノゲイラと対戦。終始試合をコントロールし3-0の判定勝ち。ノゲイラはこの試合で引退した。
2016年5月8日、UFC Fight Night: Overeem vs. Arlovskiでヘビー級ランキング12位のアントニオ・シウバと対戦し、肘打ちでKO勝ち。パフォーマンス・オブ・ザ・ナイトを受賞した。
2016年10月8日、UFC 204でヘビー級ランキング14位のダニエル・オミランチェクと対戦し、ダースチョークで一本勝ち。
2017年9月2日、UFC Fight Night: Volkov vs. Struveでヘビー級ランキング7位のアレキサンダー・ヴォルコフと対戦し、TKO負けを喫した。敗れはしたものの、ファイト・オブ・ザ・ナイトを受賞した。
2018年3月3日、UFC 222でヘビー級ランキング12位のアンドレイ・アルロフスキーと対戦し、判定負け。
2018年7月22日、UFC Fight Night: Shogun vs. Smithでヘビー級ランキング9位のマルチン・ティブラと対戦し、判定負け。
2019年2月23日、UFC Fight Night: Błachowicz vs. Santosでマルコス・ホジェリオ・デ・リマと対戦し、肩固めで一本勝ち。パフォーマンス・オブ・ザ・ナイトを受賞し、試合後に引退を表明した。
2019年11月7日、引退を撤回しUFC on ESPN: Overeem vs. Rozenstruikでベン・ロズウェルと対戦。ロズウェルのキックが偶発的にストルーフェの下腹部へ入り試合がストップし、再開後にも再度ロズウェルのキックがストルーフェの下腹部に入るとレフェリーはロズウェルから減点を取り、試合が再開されるがスタンドパンチ連打でダウンを奪われパウンドで2RTKO負け。
2020年10月24日、UFC 254でタイ・トゥイバサと対戦し、右アッパーで1RKO負け。
2021年2月15日、総合格闘技からの引退を発表。

## 戦績

### 総合格闘技
| 総合格闘技 戦績 | 総合格闘技 戦績 | 総合格闘技 戦績 | 総合格闘技 戦績 | 総合格闘技 戦績 | 総合格闘技 戦績 | 総合格闘技 戦績 |
| --------------- | --------------- | --------------- | --------------- | --------------- | --------------- | --------------- |
| 42 試合         | (T)KO           | 一本            | 判定            | その他          | 引き分け        | 無効試合        |
| 29 勝           | 8               | 18              | 2               | 1               | 0               | 0               |
| 13 敗           | 9               | 1               | 3               | 0               | 0               | 0               |

| 勝敗 | 対戦相手                           | 試合結果                           | 大会名                                                                            | 開催年月日     |
| ×    | タイ・トゥイバサ                   | 1R 4:59 KO（右アッパー）           | UFC 254: Khabib vs. Gaethje                                                       | 2020年10月24日 |
| ×    | ベン・ロズウェル                   | 2R 4:57 TKO（パウンド）            | UFC on ESPN 7: Overeem vs. Rozenstruik                                            | 2019年11月7日  |
| ○    | マルコス・ホジェリオ・デ・リマ     | 2R 2:21 肩固め                     | UFC Fight Night: Błachowicz vs. Santos                                            | 2019年2月23日  |
| ×    | マルチン・ティブラ                 | 5分3R終了 判定0-3                  | UFC Fight Night: Shogun vs. Smith                                                 | 2018年7月22日  |
| ×    | アンドレイ・アルロフスキー         | 5分3R終了 判定0-3                  | UFC 222: Cyborg vs. Kunitskaya                                                    | 2018年3月3日   |
| ×    | アレキサンダー・ヴォルコフ         | 3R 3:30 TKO（右アッパー→パウンド） | UFC Fight Night: Volkov vs. Struve                                                | 2017年9月2日   |
| ○    | ダニエル・オミランチェク           | 2R 1:41 ダースチョーク             | UFC 204: Bisping vs. Henderson 2                                                  | 2016年10月8日  |
| ○    | アントニオ・シウバ                 | 1R 0:16 KO（肘打ち連打）           | UFC Fight Night: Overeem vs. Arlovski                                             | 2016年5月8日   |
| ×    | ジャレッド・ロショルト             | 5分3R終了 判定0-3                  | UFC 193: Rousey vs. Holm                                                          | 2015年11月14日 |
| ○    | アントニオ・ホドリゴ・ノゲイラ     | 5分3R終了 判定3-0                  | UFC 190: Rousey vs. Correia                                                       | 2015年8月1日   |
| ×    | アリスター・オーフレイム           | 1R 4:13 KO（パウンド）             | UFC on FOX 13: dos Santos vs. Miocic                                              | 2014年12月13日 |
| ×    | マーク・ハント                     | 3R 1:44 TKO（スタンドパンチ連打）  | UFC on Fuel TV 8: Silva vs. Stann                                                 | 2013年3月3日   |
| ○    | スタイプ・ミオシッチ               | 2R 3:50 TKO（スタンドパンチ連打）  | UFC on Fuel TV 5: Struve vs. Miocic                                               | 2012年9月29日  |
| ○    | ラバー・ジョンソン                 | 1R 1:05 腕ひしぎ十字固め           | UFC 146: dos Santos vs. Mir                                                       | 2012年5月26日  |
| ○    | デイブ・ハーマン                   | 2R 3:52 TKO（マウントパンチ）      | UFC on Fuel TV 1: Sanchez vs. Ellenberger                                         | 2012年2月15日  |
| ○    | パット・バリー                     | 2R 3:22 三角絞め                   | UFC Live: Cruz vs. Johnson                                                        | 2011年10月1日  |
| ×    | トラヴィス・ブラウン               | 1R 4:11 KO（右スーパーマンパンチ） | UFC 130: Rampage vs. Hamill                                                       | 2011年5月28日  |
| ○    | ショーン・マッコークル             | 1R 3:55 TKO（マウントパンチ）      | UFC 124: St-Pierre vs. Koscheck 2                                                 | 2010年12月11日 |
| ○    | クリスチャン・モアクラフト         | 2R 0:22 KO（パウンド）             | UFC 117: Silva vs. Sonnen                                                         | 2010年8月7日   |
| ×    | ロイ・ネルソン                     | 1R 0:39 TKO（右フック→パウンド）   | UFC Fight Night: Florian vs. Gomi                                                 | 2010年3月31日  |
| ○    | ポール・ブエンテロ                 | 5分3R終了 判定2-0                  | UFC 107: Penn vs. Sanchez                                                         | 2009年12月12日 |
| ○    | チェイス・ゴームリー               | 1R 4:04 三角絞め                   | UFC 104: Machida vs. Shogun                                                       | 2009年10月24日 |
| ○    | デニス・ストイニッチ               | 2R 2:37 チョークスリーパー         | UFC 99: The Comeback                                                              | 2009年6月13日  |
| ×    | ジュニオール・ドス・サントス       | 1R 0:54 TKO（右フック→パウンド）   | UFC 95: Sanchez vs. Stevenson                                                     | 2009年2月21日  |
| ○    | マリオ・ネト                       | 2R 3:19 チョークスリーパー         | Cage Gladiators 10: Clash of the Titans 【Cage Gladiatorsヘビー級タイトルマッチ】 | 2008年11月29日 |
| ○    | ラルフ・ヴォニンク                 | 1R 腕ひしぎ十字固め                | KOE: Tough Is Not Enough                                                          | 2008年10月5日  |
| ○    | 桜木裕司                           | 1R 2:30 三角絞め                   | M-1 Challenge in KOREA 【世界選抜 vs. チーム・ジャパン +93kg級戦】                | 2008年8月29日  |
| ○    | コリン・ロビンソン                 | 1R 三角絞め                        | Cage Gladiators 8 【Cage Gladiatorsヘビー級王座決定戦】                           | 2008年7月27日  |
| ○    | ラルフ・ヴォニンク                 | 1R チョークスリーパー              | Beast of the East                                                                 | 2008年1月26日  |
| ×    | クリスチャン・"トントン"・ムプンボ | 1R 2:05 ダースチョーク             | Star of Peresvit 【準決勝】                                                       | 2007年12月7日  |
| ○    | セルゲイ・ダニッシュ               | 2R 2:20 TKO（タオル投入）          | Star of Peresvit 【1回戦】                                                        | 2007年12月7日  |
| ○    | トメク・スミコウスキー             | 1R チョーク                        | TFS: Mix Fight Gala VI                                                            | 2007年11月25日 |
| ○    | トム・ブラックレッジ               | 1R 2:14 三角絞め                   | Cage Gladiators 5                                                                 | 2007年11月4日  |
| ○    | デニス・コムキン                   | 1R チョークスリーパー              | Siberian Challenge 1                                                              | 2007年10月14日 |
| ○    | マルコ・シンチッチ                 | 1R 三角絞め                        | Combined Forces: The Real Deal                                                    | 2007年5月5日   |
| ○    | アッテ・バックマン                 | 1R 3:54 三角絞め                   | Fight Festival 21                                                                 | 2007年3月17日  |
| ○    | フローリアン・ミュラー             | 2R 1:38 TKO                        | Outsider Cup 6                                                                    | 2006年12月16日 |
| ○    | マーカス・サルサ                   | 1R 3:01 三角絞め                   | WEF: Orleans Arena                                                                | 2006年6月10日  |
| ○    | ムラット・ボウレクバ               | 失格                               | Staredown City                                                                    | 2006年2月5日   |
| ○    | エミール・スマイロビッチ           | 1R KO                              | MMA Event                                                                         | 2005年9月17日  |
| ×    | ロムアルツ・ガークリス             | 1R TKO                             | Mixfight Gala                                                                     | 2005年4月16日  |
| ○    | ジョン・デ・ワイルド               | 1R 腕ひしぎ十字固め                | Gentlemen Fight Night                                                             | 2005年3月19日  |

### キックボクシング
- 4戦4勝（3KO）

## 人物・エピソード
- 2020年4月に第一子となる息子を設けている。

## 獲得タイトル
- Cage Gladiatorsヘビー級王座（2008年）

## 表彰
- ブラジリアン柔術 茶帯
- UFC ファイト・オブ・ザ・ナイト（2回）
- UFC パフォーマンス・オブ・ザ・ナイト（2回）
- UFC ノックアウト・オブ・ザ・ナイト（1回）
- UFC サブミッション・オブ・ザ・ナイト（3回）